# Städtische Universität Osaka

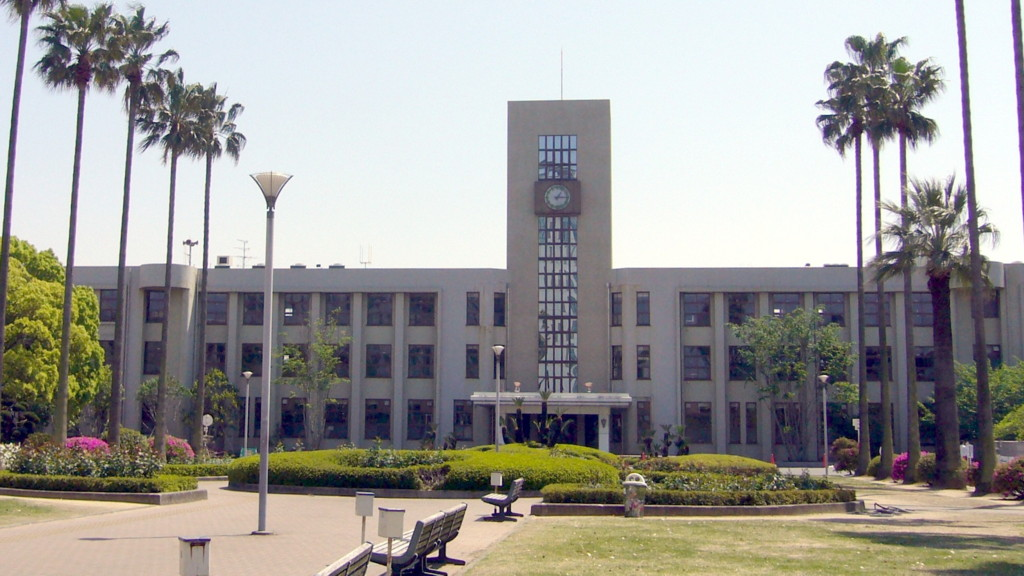
Hauptgebäude im Sugimoto-Campus, erbaut 1934

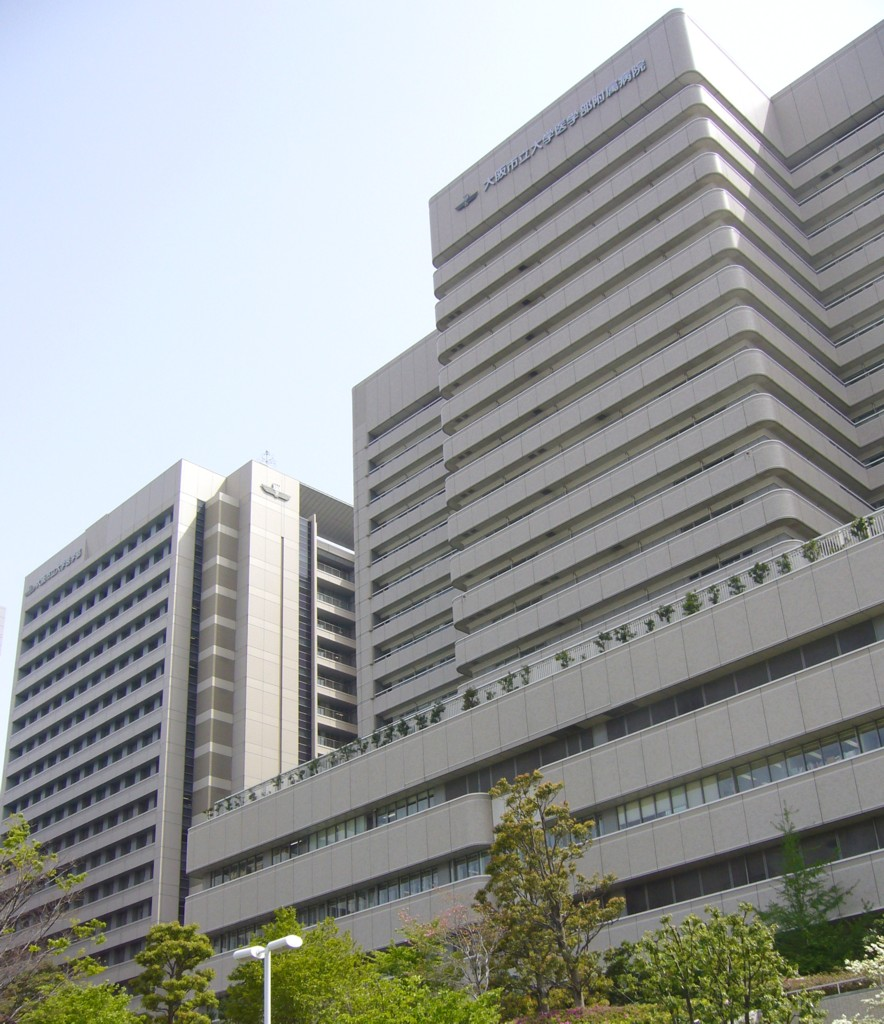
Universitätsklinikum im Abeno-Campus

Die Städtische Universität Osaka (jap. 大阪市立大学, Ōsaka-shiritsu daigaku; engl. Osaka City University, kurz OCU, Shidai 市大) ist die größte der städtischen Universitäten in Japan. Der Hauptcampus liegt in Sumiyoshi-ku, Osaka.

## Geschichte
Der Ursprung der Universität war die Handelslehranstalt Osaka (大阪商業講習所, Ōsaka shōgyō kōshūjo), die 1880 gegründet wurde. 1885 wurde die Lehranstalt in Handelsschule Osaka (大阪商業学校, Ōsaka shōgyō gakkō) umbenannt. Sie wurde 1889 eine städtische Schule. Die Stadtverwaltung Osaka konnte die zweite staatliche höhere Handelsschule nicht erhalten (Kōbe erhielt sie: jetzige Universität Kōbe). 1901 reorganisierte die Stadt die städtische Handelsschule in Städtische Höhere Handelsschule Osaka (市立大阪高等商業学校, Shiritsu Ōsaka kōtō shōgyō gakkō). 1928 wurde sie zur ersten städtischen Hochschule in Japan, die Handelshochschule Osaka (大阪商科大学, Ōsaka shōka daigaku). Hajime Seki der Bürgermeister deklarierte das Ideal der städtischen Hochschule: „Nicht soll sie nur eine Kopie (Imitation) der staatlichen Hochschulen sein.“ und „Die Hochschule soll mit der Stadt stehen, und die Stadt mit der Hochschule.“
1943 während des Pazifikkriegs wurden die marxistischen oder  sozialistischen Professoren und Studenten verhaftet (die sogenannte Affäre der Handelshochschule Osaka). 1944 wurden die Schulgebäude von der japanischen Marine gebraucht, also nach dem Krieg (1945) okkupierte die United States Army den ganzen Campus (U.S. Army Camp Sakai). 1955 wurde letztlich der ganze Campus zurückgegeben.
1949 wurde die Hochschule mit anderen zwei städtischen Fachschulen (Technikum und Frauenfachschule) zur Städtischen Universität Osaka zusammengelegt. 1955 wurde die vormalige Städtische Medizinische Hochschule zur Medizinischen Fakultät.

## Fakultäten
- Sugimoto-Campus (in Sumiyoshi-ku, Osaka. 34° 35′ 27,6″ N, 135° 30′ 18″ OKoordinaten: 34° 35′ 27,6″ N, 135° 30′ 18″ O):
  - Fakultät für Handelswissenschaft
  - Fakultät für Wirtschaftswissenschaft
  - Rechtswissenschaftliche Fakultät
  - Fakultät für Geisteswissenschaften
  - Naturwissenschaftliche Fakultät
  - Technische Fakultät
  - Fakultät für Human Life Science (vorm. Hauswirtschaft)
- Abeno-Campus (in Abeno-ku, Osaka. 34° 38′ 48,2″ N, 135° 30′ 32,2″ O):
  - Medizinische Fakultät